# Bistrot (singolo)
Bistrot è un singolo della cantautrice italiana Chiamamifaro, pubblicato il 30 aprile 2021 come quarto estratto dal primo EP Macchie.

## Descrizione
Il brano, scritto dalla stessa cantautrice con Alessandro Belotti e Riccardo Zanotti, è prodotto da questi ultimi due e ha anticipato l'uscita dell'EP Macchie, uscito l'11 giugno 2021.

## Video musicale
Il video musicale, diretto da Davide Morando e Paolo Bonfadini, è stato pubblicato il 5 giugno 2021 attraverso il canale YouTube della cantautrice.

## Tracce
Testi e musiche di Angelica Cristina Gori, Alessandro Belotti e Riccardo Zanotti.
1. Bistrot – 3:17